# La Grée-Saint-Laurent
La Grée-Saint-Laurent [la gʁe sɛ̃ lɔʁɑ̃] est une commune française, située dans le département du Morbihan en région Bretagne.

## Géographie
| Forges de Lanouée | Forges de Lanouée     | Saint-Malo-des-Trois-Fontaines |
| Forges de Lanouée | La Grée-Saint-Laurent |                                |
| Forges de Lanouée | La Croix-Helléan      | Helléan                        |

La Grée-Saint-Laurent est une petite commune bretonne du Morbihan faisant partie du canton de Josselin.
Le Ninian est le principal cours d'eau de la commune.
La Grée-Saint-Laurent est limitée au nord et à l'ouest par Lanouée, une très petite partie de la commune des Forges au nord, au sud par La Croix et Helléan, à l'est par le cours du Ninian, qui la sépare de Saint-Malo-des-Trois-Fontaines, ou de Mohon. Le Ninian forme la limite naturelle de Mohon à l'ouest ; La Grée, située au-delà de cette limite, semble avoir été formée d'un morceau de la commune de Lanouée.

### Hydrographie
Pour un article plus général, voir Réseau hydrographique du Morbihan.
La commune est située dans le bassin Loire-Bretagne. Elle est drainée par le Ninian, le Galouray et divers autres petits cours d'eau,.
Le Ninian, d'une longueur de 60 km, prend sa source dans la commune de Laurenan et se jette  dans le canal de Nantes à Brest à Val d'Oust, après avoir traversé 16 communes. 

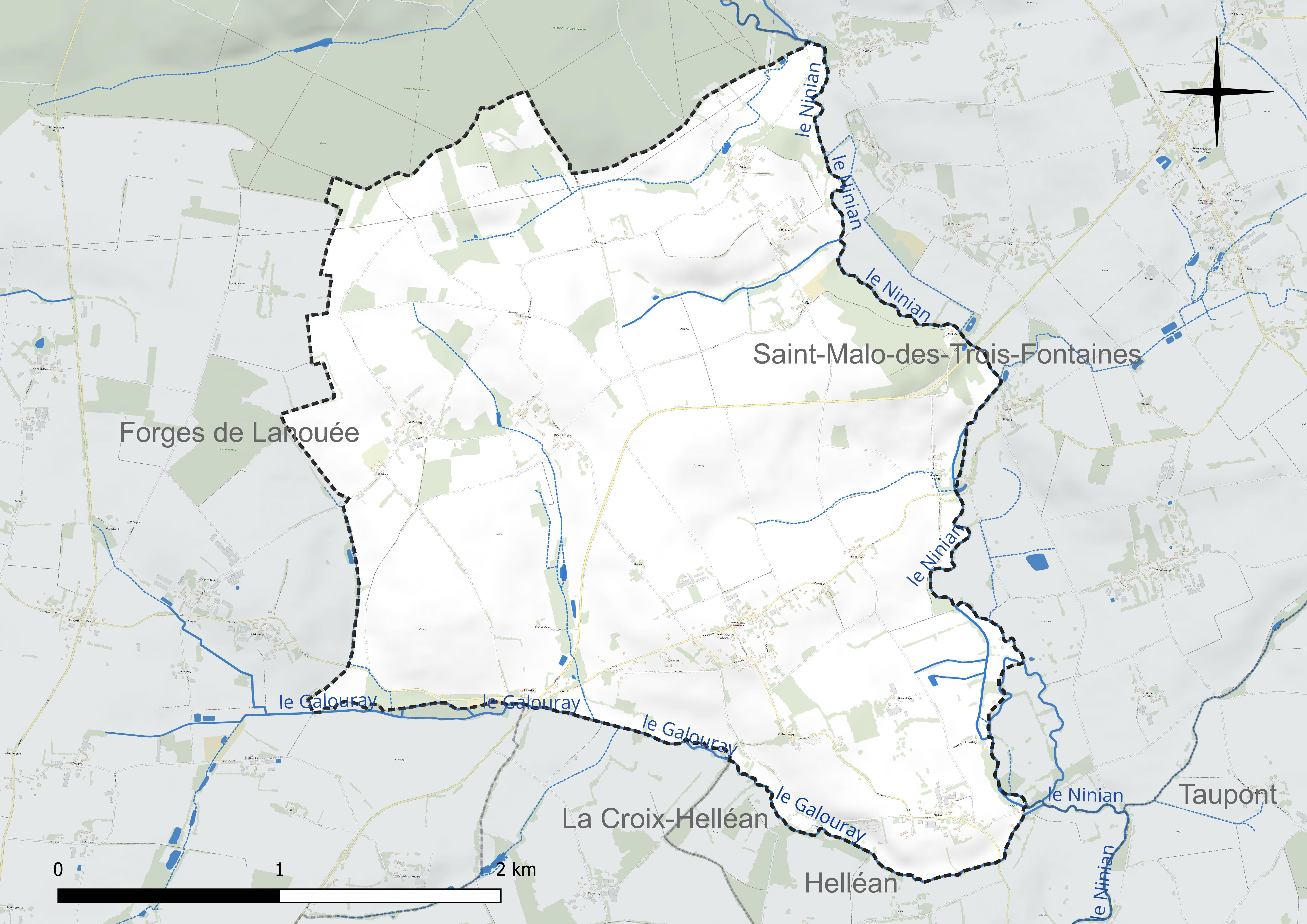
Réseau hydrographique de la La Grée-Saint-Laurent.

### Climat
Pour des articles plus généraux, voir Climat de la Bretagne et Climat du Morbihan.
En 2010, le climat de la commune est de type climat océanique franc, selon une étude du CNRS s'appuyant sur une série de données couvrant la période 1971-2000. En 2020, Météo-France publie une typologie des climats de la France métropolitaine dans laquelle la commune est exposée à un climat océanique et est dans la région climatique  Bretagne orientale et méridionale, Pays nantais, Vendée, caractérisée par une faible pluviométrie en été et une bonne insolation. Parallèlement l'observatoire de l'environnement en Bretagne publie en 2020 un zonage climatique de la région Bretagne, s'appuyant sur des données de Météo-France de 2009. La commune est, selon ce zonage, dans la zone « Intérieur Est », avec des hivers frais, des étés chauds et des pluies modérées.  
Pour la période 1971-2000, la température annuelle moyenne est de 11,5 °C, avec une amplitude thermique annuelle de 12,4 °C. Le cumul annuel moyen de précipitations est de 814 mm, avec 13,3 jours de précipitations en janvier et 6,6 jours en juillet. Pour la période 1991-2020, la température moyenne annuelle observée sur la station météorologique la plus proche, située sur la commune de Ploërmel à 10 km à vol d'oiseau, est de 12,0 °C et le cumul annuel moyen de précipitations est de 767,2 mm,. Pour l'avenir, les paramètres climatiques de la commune estimés pour 2050 selon différents scénarios d'émission de gaz à effet de serre sont consultables sur un site dédié publié par Météo-France en novembre 2022.

## Urbanisme

### Typologie
Au 1er janvier 2024, La Grée-Saint-Laurent est catégorisée commune rurale à habitat dispersé, selon la nouvelle grille communale de densité à sept niveaux définie par l'Insee en 2022.
Elle est située hors unité urbaine. Par ailleurs la commune fait partie de l'aire d'attraction de Ploërmel, dont elle est une commune de la couronne,. Cette aire, qui regroupe 19 communes, est catégorisée dans les aires de moins de 50 000 habitants,.

### Occupation des sols
L'occupation des sols de la commune, telle qu'elle ressort de la base de données européenne d’occupation biophysique des sols Corine Land Cover (CLC), est marquée par l'importance des territoires agricoles (94,5 % en 2018), une proportion sensiblement équivalente à celle de 1990 (94,6 %). La répartition détaillée en 2018 est la suivante : terres arables (64,3 %), zones agricoles hétérogènes (17,3 %), prairies (12,9 %), zones urbanisées (3,5 %), forêts (2 %). L'évolution de l'occupation des sols de la commune et de ses infrastructures peut être observée sur les différentes représentations cartographiques du territoire : la carte de Cassini (XVIIIe siècle), la carte d'état-major (1820-1866) et les cartes ou photos aériennes de l'IGN pour la période actuelle (1950 à aujourd'hui).

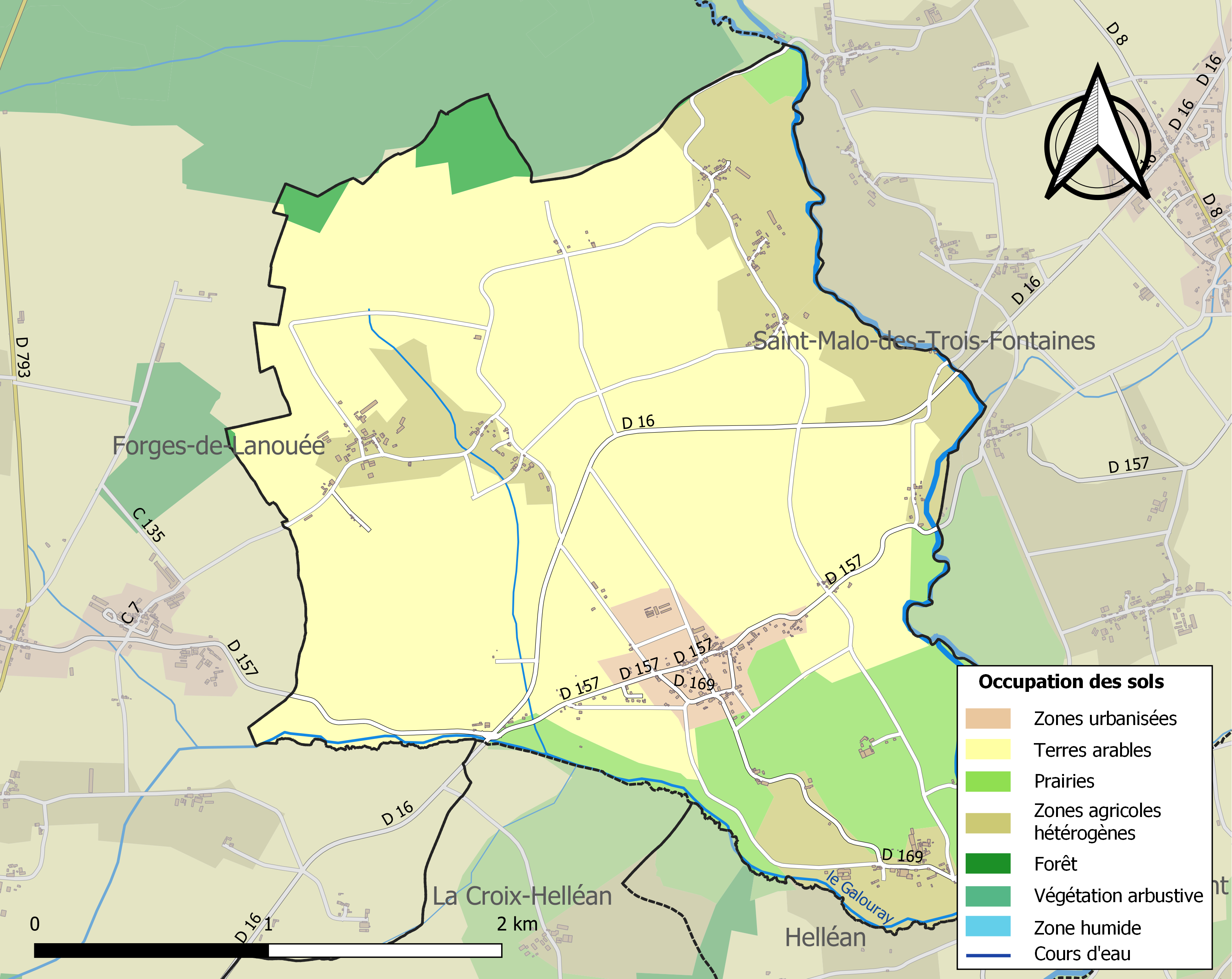
Carte des infrastructures et de l'occupation des sols de la commune en 2018 (CLC).

## Toponymie
Le nom de la localité est constitué de deux parties « La grée » et « Saint Laurent ». La grée est un toponyme roman d’origine gauloise et désignant une colline pierreuse. Saint Laurent est le titulaire de son église.
Le nom breton de la commune est Ar C'hrav-Sant-Laorañs[réf. nécessaire].

## Histoire

### Moyen Âge
Ancienne trève de Mohon, La Grée-Saint-Laurent dépendait autrefois du doyenné de Lanouée et de l'évêché de Saint-Malo. Sur ces terres nous avons dès le XIVe siècle deux seigneuries. L'une appartenait à Jean de Montauban et l'autre à Jean Le Prévost.

### Renaissance
La trêve de la Grée fut érigée en paroisse au XVIIIe siècle bien avant la Révolution. En 1728, les revenus du recteur étaient évalués de 310 livres et ses charges à 100 livres. L'historien Jean-Baptiste Ogée indique que sa présentation appartenait au seigneur de l'endroit.

### De la Révolution à la Première Guerre mondiale
D'après l'historien Joseph-Marie Le Mené, la Grée était du doyenné de Lanouée et de la sénéchaussée de Ploërmel. En 1790, elle fut érigée en commune, du canton de Lanouée, du district de Josselin, et annexée au département du Morbihan. Son recteur, M. Pierre Teffaine, refusa, en 1791, le serment schismatique. La Grée fut rattachée à l'arrondissement de Ploërmel en 1800, au canton de Josselin et au nouveau diocèse de Vannes en 1801. Rétablie comme paroisse en 1802, puis unie à Helléan, elle a repris son existence séparée par ordonnance du mois de décembre 1828. En 1891, ce petit territoire renferme une population de 351 habitants, sur une superficie de 790 hectares, dont la moitié est en landes suivant les documents historiques.
En 1854 la commune de La Grée-Saint-Laurent, ainsi que de nombreuses communes des alentours, est ravagée par une épidémie de dysenterie.
En 1902, le 13 juillet, est bénie la nouvelle église destinée à remplacer l'ancienne devenue vétuste qui était située au village actuel du Vieux Bourg.

La commune a payé un lourd tribut à la première guerre mondiale avec 31 soldats morts au champ d'honneur sur 65 mobilisés. Elle serait l'une des communes de France ayant eu le plus fort taux de tués par rapport à sa population. Le monument érigé en 1924 commémore cette page de son histoire.

### De nos jours
De nos jours, la commune est un village tranquille de Bretagne. Il n'y a pas d'industrie et la commune ne possède plus de commerce. Néanmoins, une école primaire est en activité dans le bourg (fermeture à la rentrée 2012 de prévue), il subsiste quelques fermes (cinq) réparties sur toute la commune, un gite/chambre d'hôte situé au lieu-dit « la Porte » est en activité (en vente), et un musée consacré aux vélo-cyclomoteurs est ouvert depuis 2004 (en vente également).

## Blasonnement
|  | Les armoiries de La Grée-Saint-Laurent se blasonnent ainsi : De gueules au chevron écimé d’argent, accompagné en chef d’un lambel du même à quatre pendants chargés chacun d’une moucheture d’hermine de sable, et en pointe d’une macle d’or soutenue d’une divise ondée d’argent. |

## Politique et administration
| Période                                  | Période     | Identité                    | Étiquette | Qualité              |
| ---------------------------------------- | ----------- | --------------------------- | --------- | -------------------- |
| 1793                                     | 1794        | Pierre Le Moine             |           | Cultivateur          |
| 1794                                     | 1811        | Jean Desmandé               |           |                      |
| 1811                                     | 1812        | Pierre Le Moine             |           | Cultivateur          |
| 1812                                     | 1831        | Jean Joseph François Picard |           |                      |
| 1831                                     | 1848        | Jean Marie Le Moine         |           | Cultivateur          |
| 1848                                     | 1857        | Pierre Marie Gléhello       |           | Cultivateur          |
| 1857                                     | 1861        | Vincent Mathurin Gléhello   |           | Cultivateur          |
| 1861                                     | 1871        | Pierre Louis Loisel         |           | Cultivateur          |
| 1871                                     | 1874        | Jean Marie Le Verger        |           | Cultivateur          |
| 1874                                     | 1899        | Louis Marie Jouan           |           | Cultivateur          |
| 1899                                     | 1920        | Jean Baptiste Renaud        |           | Cultivateur          |
| 1920                                     | 1923        | Augustin Giraud             |           |                      |
| 1923                                     | 1929        | Henri Trévelo               |           | Menuisier            |
| 1929                                     | 1945        | Jean Gouédo                 |           | Agriculteur          |
| 1945                                     | 1947        | Joseph Jollivet             |           | Agriculteur          |
| 1947                                     | 1948        | Louis Ménézo                |           | Agriculteur          |
| 1948                                     | 1959        | Jean Gouédo                 |           | Agriculteur          |
| 1959                                     | 1967        | Joseph Jollivet             |           | Agriculteur          |
| 1967                                     | 1977        | Joseph Ménezo               |           | Agriculteur          |
| 1977                                     | 1995        | Jean Gléhello               |           | Agriculteur          |
| 1995                                     | 2014        | Jean Claude Lozé            |           | Agriculteur          |
| 2014                                     | 2018        | Thierry Conq                |           |                      |
| 2018                                     | 23 mai 2020 | Pascal Collin               |           |                      |
| 23 mai 2020                              | En cours    | André Josse                 |           | Agriculteur retraité |
| Les données manquantes sont à compléter. |             |                             |           |                      |

## Démographie
L'évolution du nombre d'habitants est connue à travers les recensements de la population effectués dans la commune depuis 1793. Pour les communes de moins de 10 000 habitants, une enquête de recensement portant sur toute la population est réalisée tous les cinq ans, les populations de référence des années intermédiaires étant quant à elles estimées par interpolation ou extrapolation. Pour la commune, le premier recensement exhaustif entrant dans le cadre du nouveau dispositif a été réalisé en 2005.

En 2022, la commune comptait 310 habitants, en évolution de −8,55 % par rapport à 2016 (Morbihan : +3,82 %, France hors Mayotte : +2,11 %).
| 1793 | 1800 | 1806 | 1821 | 1831 | 1836 | 1841 | 1846 | 1851 |
| ---- | ---- | ---- | ---- | ---- | ---- | ---- | ---- | ---- |
| 446  | 307  | 340  | 457  | 300  | 355  | 363  | 369  | 362  |

| 1856 | 1861 | 1866 | 1872 | 1876 | 1881 | 1886 | 1891 | 1896 |
| ---- | ---- | ---- | ---- | ---- | ---- | ---- | ---- | ---- |
| 330  | 350  | 365  | 392  | 370  | 372  | 357  | 351  | 351  |

| 1901 | 1906 | 1911 | 1921 | 1926 | 1931 | 1936 | 1946 | 1954 |
| ---- | ---- | ---- | ---- | ---- | ---- | ---- | ---- | ---- |
| 350  | 352  | 368  | 333  | 316  | 327  | 358  | 360  | 322  |

| 1962 | 1968 | 1975 | 1982 | 1990 | 1999 | 2005 | 2006 | 2010 |
| ---- | ---- | ---- | ---- | ---- | ---- | ---- | ---- | ---- |
| 304  | 321  | 308  | 299  | 279  | 271  | 325  | 336  | 330  |

| 2015 | 2020 | 2022 | - | - | - | - | - | - |
| ---- | ---- | ---- | - | - | - | - | - | - |
| 341  | 315  | 310  | - | - | - | - | - | - |

## Culture et patrimoine

### Lieux et monuments

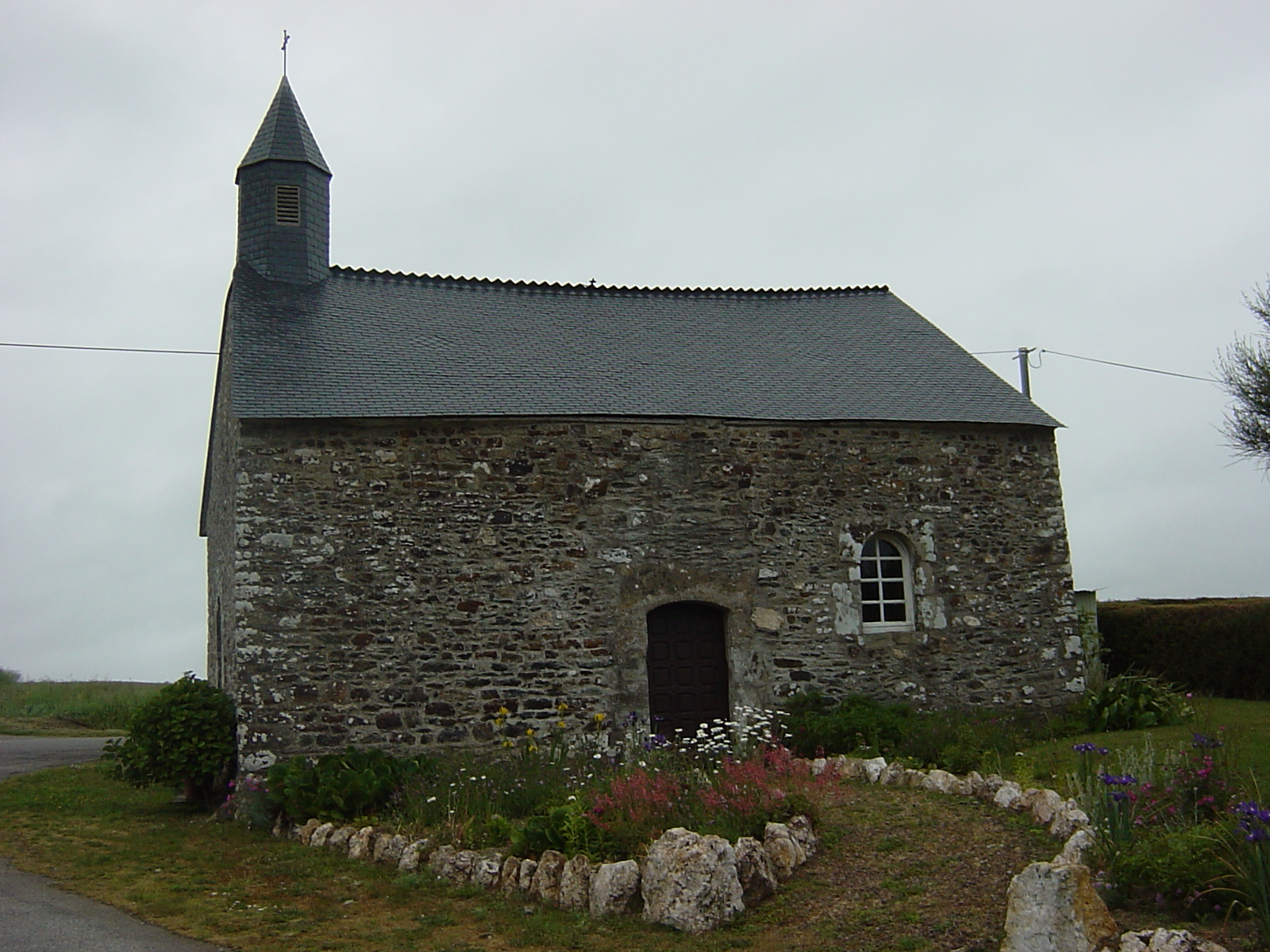
Chapelle Saint-Sébastien.

- l'église Saint-Laurent actuelle date du XXe siècle. Cette église remplace un ancien édifice du XVe siècle, très fruste. L'ancien édifice était un vaisseau rectangulaire à chevet plat, avec deux chapelles ouvrant sur le chœur par de grandes arcades en tiers-point et formant croisillons. L'église actuelle abrite une statue en bois polychrome de la Vierge à l'Enfant (XVIe siècle) et une statue en bois polychrome de sainte Barbe (XVIe siècle). L'église offre une double arcade ogivale de chaque côté du chœur. Fait notable nous renseignant sur l'histoire de la commune une cloche porte cette inscription gothique : « Je fus fondu à Jocelin, IIcc XXXII III quars pessée au pouais angevin. — Vendredi XIIIe de mars, par le Sengneur de la Grée et capitaine de Rohan. — Marguerite fu apellée, N. Vcc couroit pour l'an ». Cette cloche de bronze de moyenne grandeur nous apprend qu'elle fut fondue à Josselin en 1500 et donnée à l'église par le seigneur de la Grée, alors capitaine de Rohan. Comme on le voit par cette inscription, La Grée était aussi le siège d'une seigneurie ; elle appartenait en 14.. à Jean Le Prévost. Nous avons aussi également connaissance au lieu-dit de Péer, d'une autre seigneurie à la Grée-Saint-Laurent, qui appartenait en 14.. à Jean de Montauban ;
- la chapelle Saint-Sébastien est située sur le lieu-dit du même nom. La chapelle contient un retable qui date du début du XIXe siècle. Le retable est composé au centre par un tableau figurant les saints cœurs de Jésus et de Marie, et de part et d'autre les statues en bois polychrome de saint Fabien (XVIIIe siècle) et de saint Sébastien (XVIIIe siècle). Une fontaine dépendant de la chapelle située à quelques dizaines de mètres a été récemment refaite et est dédiée à saint Sébastien. La chapelle se situe à 80 mètres environ du lieu-dit « Peer » ancienne seigneurie de la Grée-Saint-Laurent. De mémoire d'ancien, il existe un tunnel reliant la chapelle Saint-Sébastien à la chapelle des Aulnais sur la commune de Lanouée (la chapelle est aujourd'hui détruite, il reste qu'un coin de mur) puis de ce tunnel se prolongeait à la chapelle des Broutay sur la commune de la Croix-Helléan (aujourd'hui reconverti en maison)[26] ;
- le manoir du Vieux-Bourg date du XVIe siècle, il est inscrit à l'inventaire général du patrimoine culturel[27] ;
- une ancienne carrière de pierre aujourd'hui abandonnée existait dans le bas de la colline de roldedan.

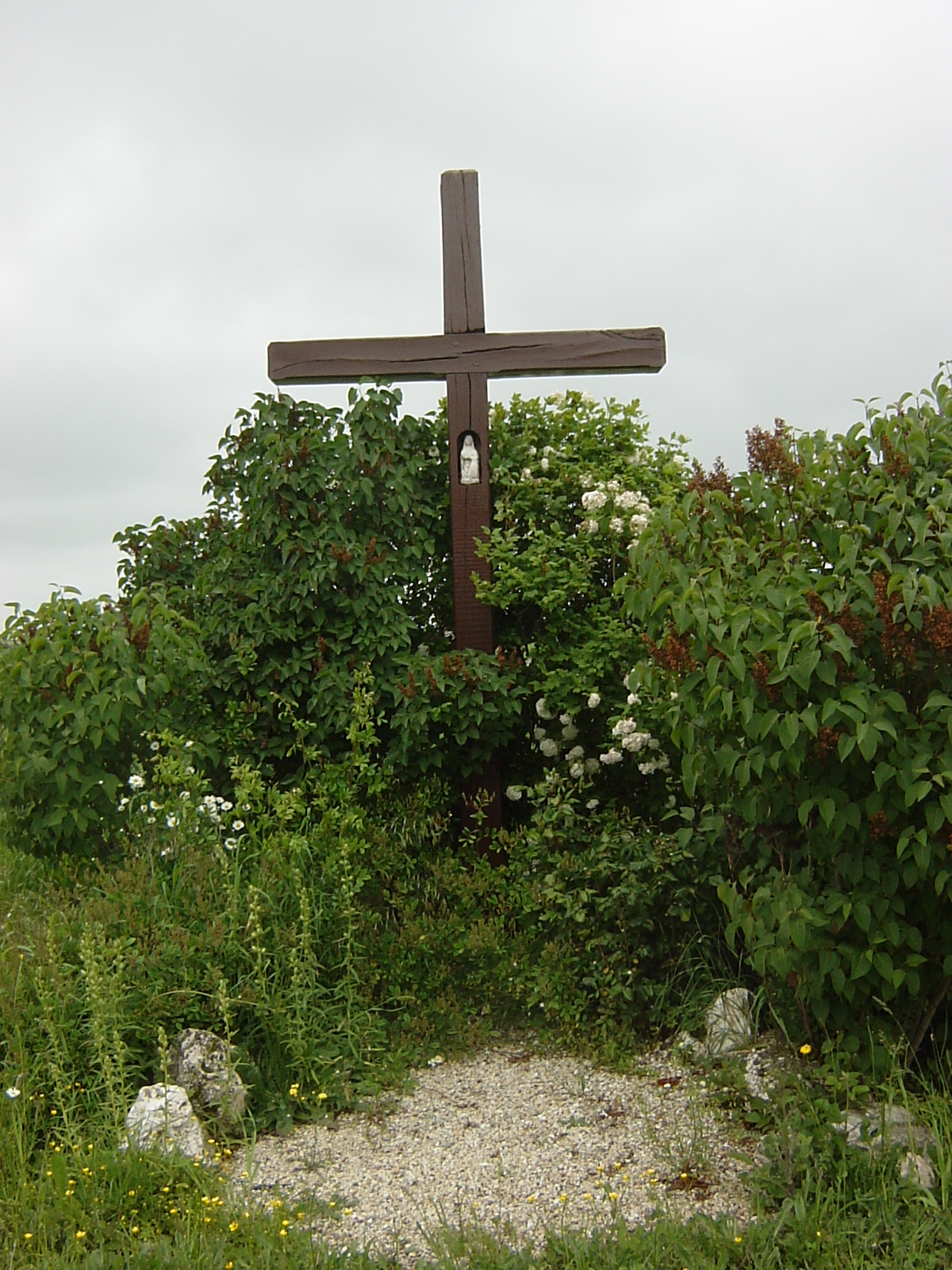
Calvaire du Bieux dédié à sainte Anne.

De nombreux calvaires et croix sont sur la commune :
- un calvaire au bourg ;
- un calvaire entre le vieux bourg et le bourg ;
- un calvaire au lieu-dit Penros et une croix sur un puits (oratoire ?) ;
- un calvaire du lieu-dit Bieux en bois dédié à sainte Anne ;
- un au lieu-dit La Gaité / La Couaille ;
- une croix à la porte aujourd'hui démontée.

Et aussi sur la commune : le village de Penros - le calvaire de Pommaint- le ruisseau de Camet - la rivière le Ninian - la fontaine de Saint-Laurent.

### Moulins
La commune abritait le moulin à vent de Moivran au lieu-dit le Bieux  sur la colline de Roldedan dont il reste uniquement les fondations (48°00"22.70 N 02°29"27.88 O), les moulins à eau de Penros, Couesbout et de la Ville aux Anglais. Le village du Bieux tire son nom du mot seigle (bieux en gallo) en raison de la proximité de ce moulin.

### Costume et coiffes
La paroisse a un costume traditionnel spécifique dont la forme et le port est illustré par les photos du présent paragraphe.

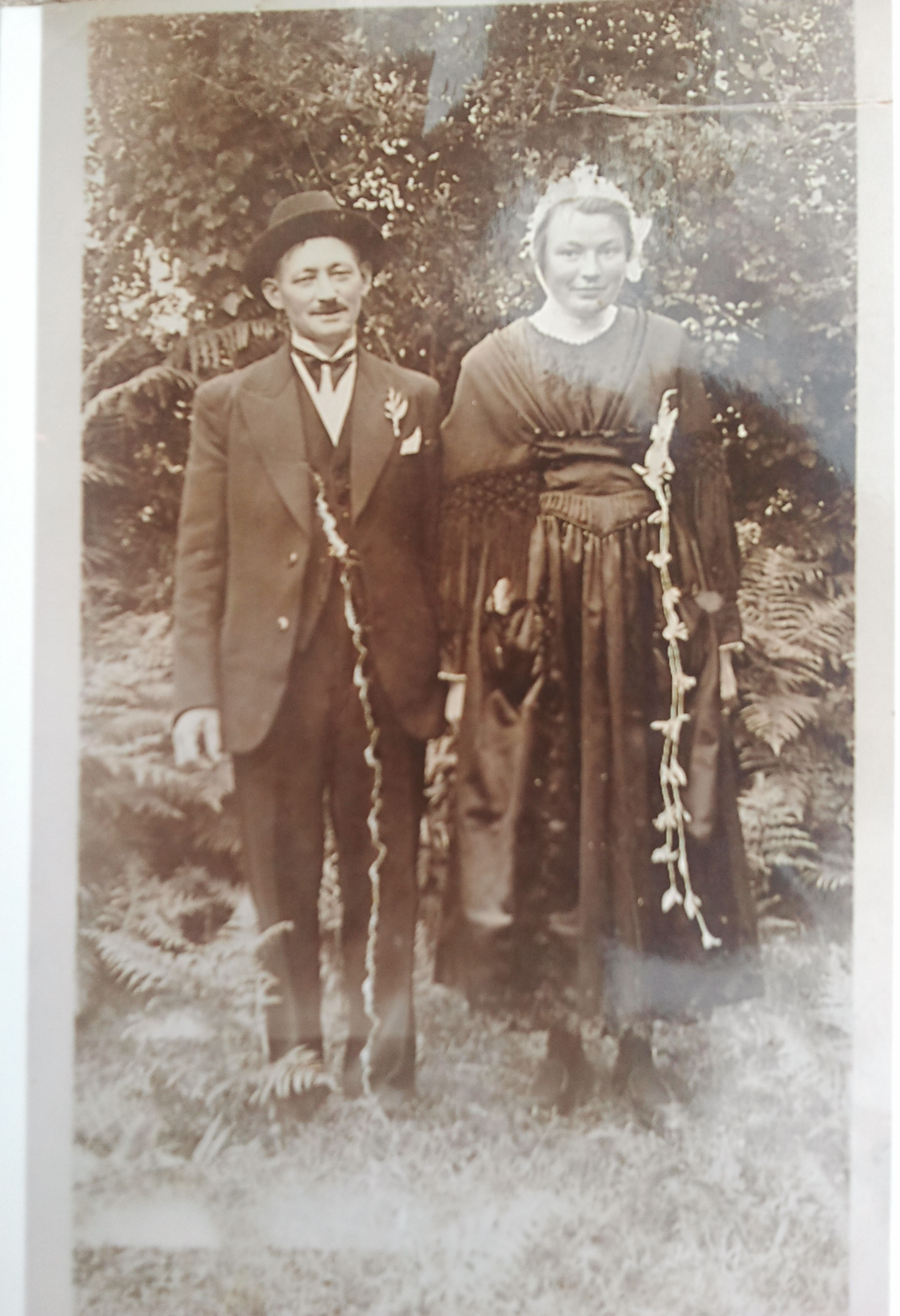
Costume de La Grée-Saint-Laurent.
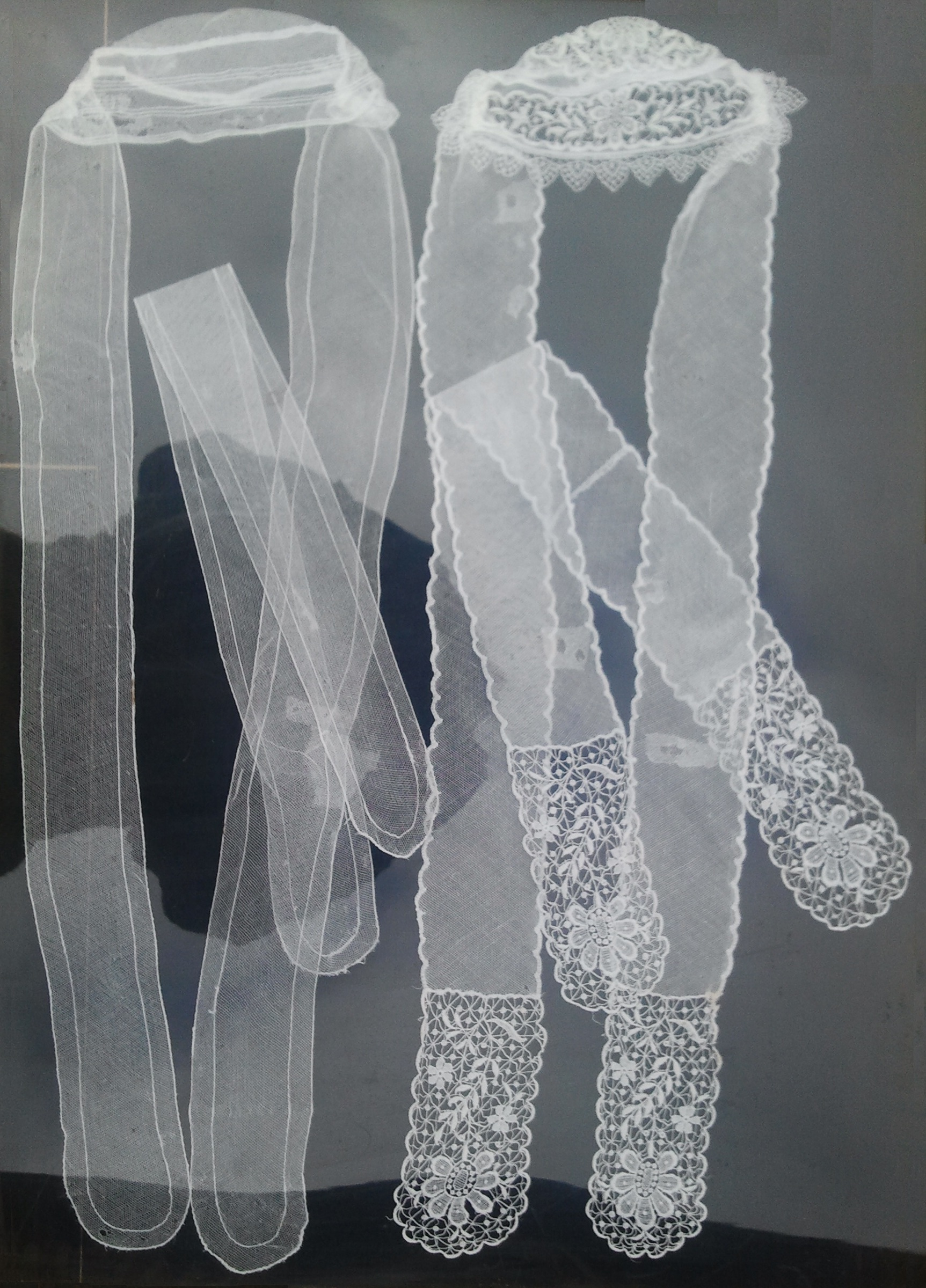
Coiffe de La Grée-Saint-Laurent.

Différentes coiffes de La Grée-Saint-Laurent
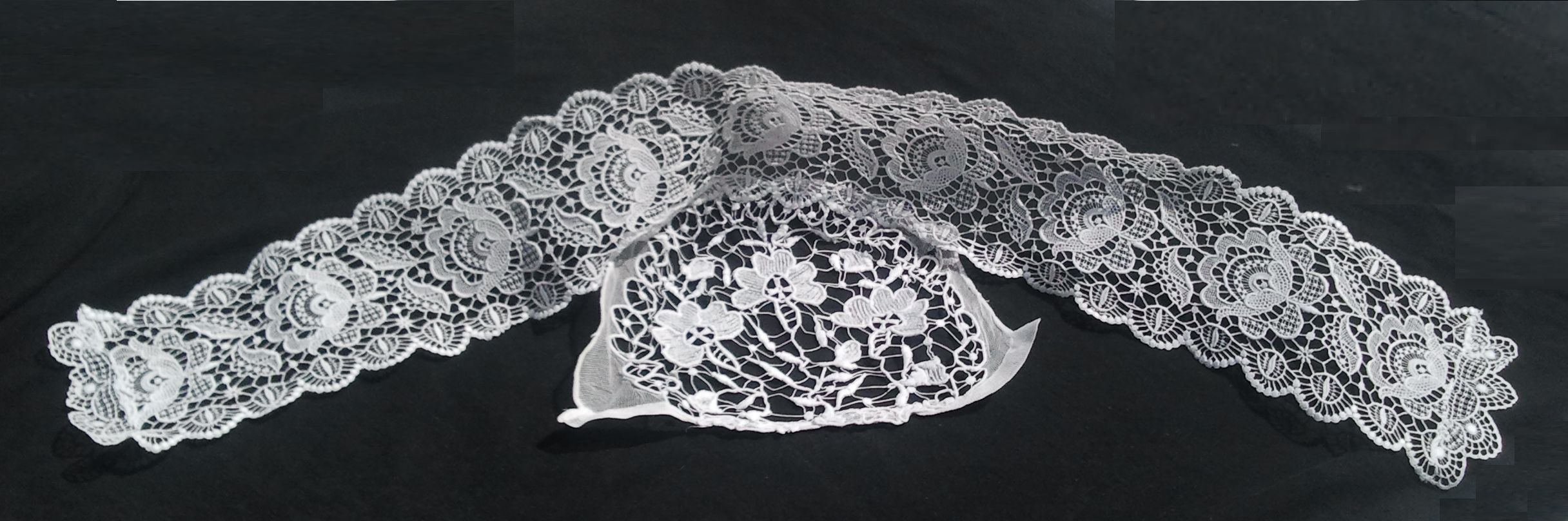
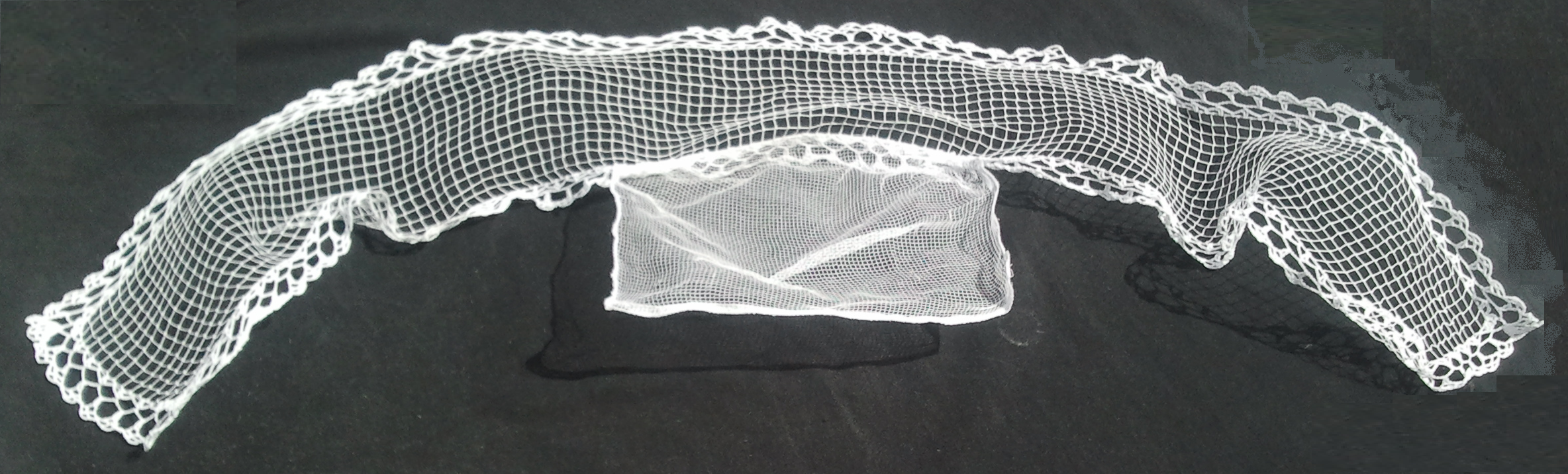
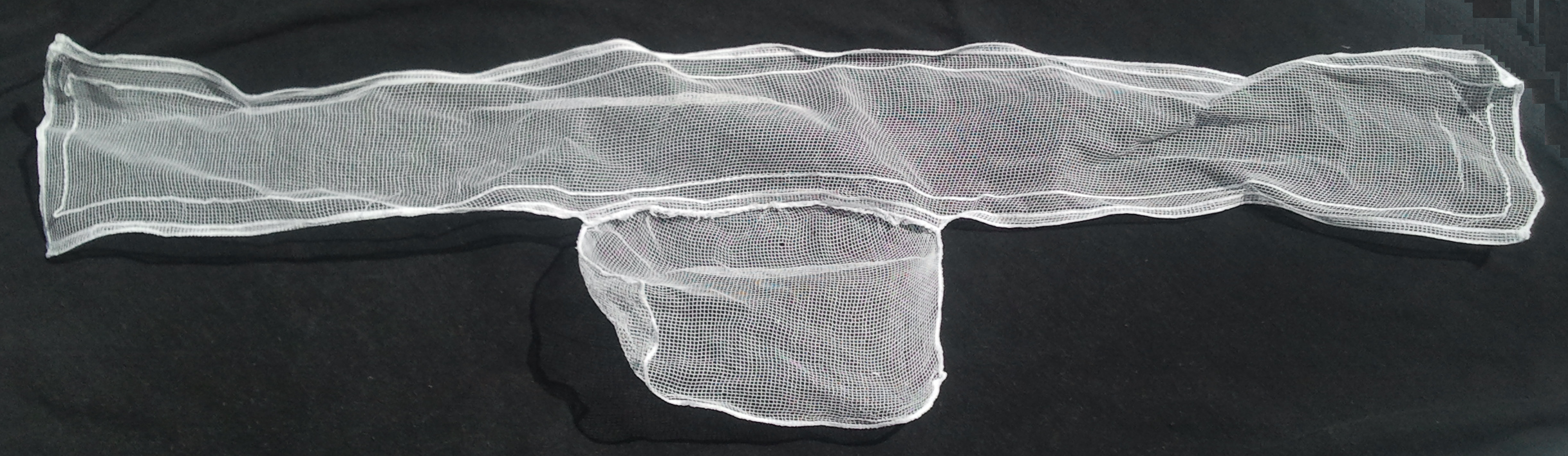
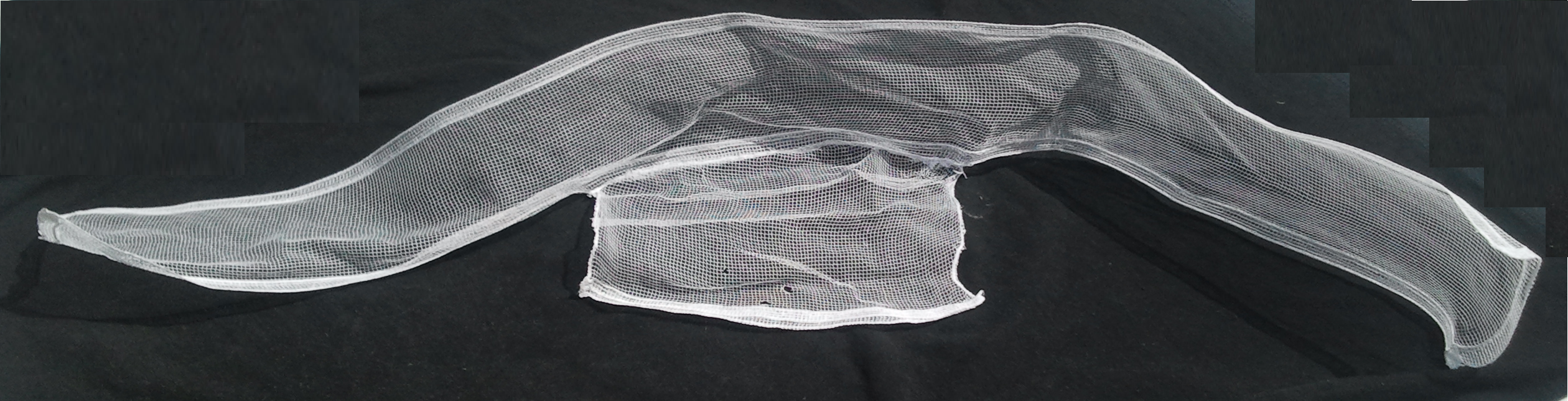
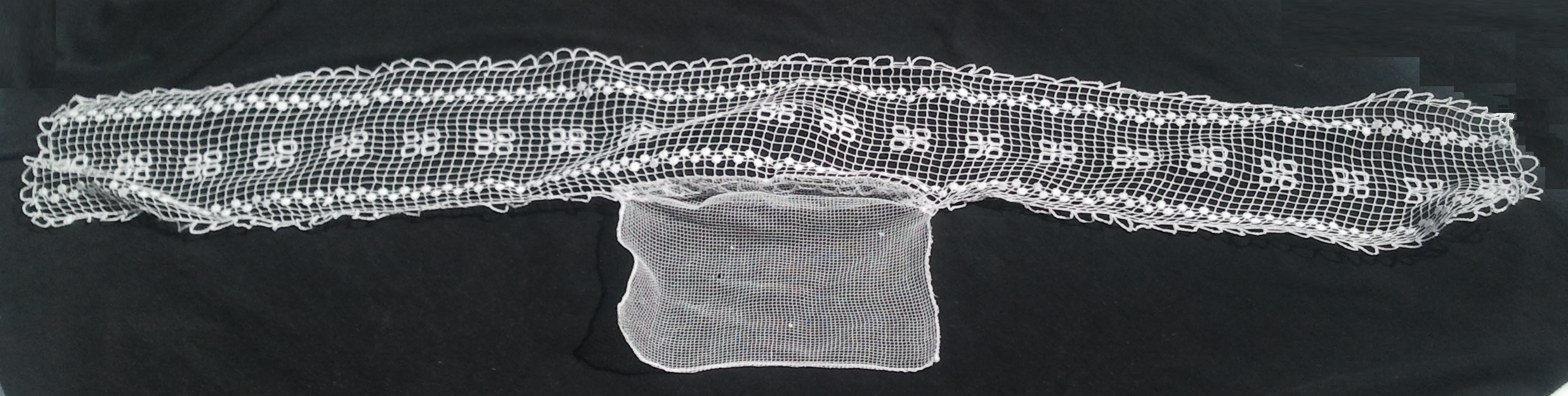